# Benjamin Spock

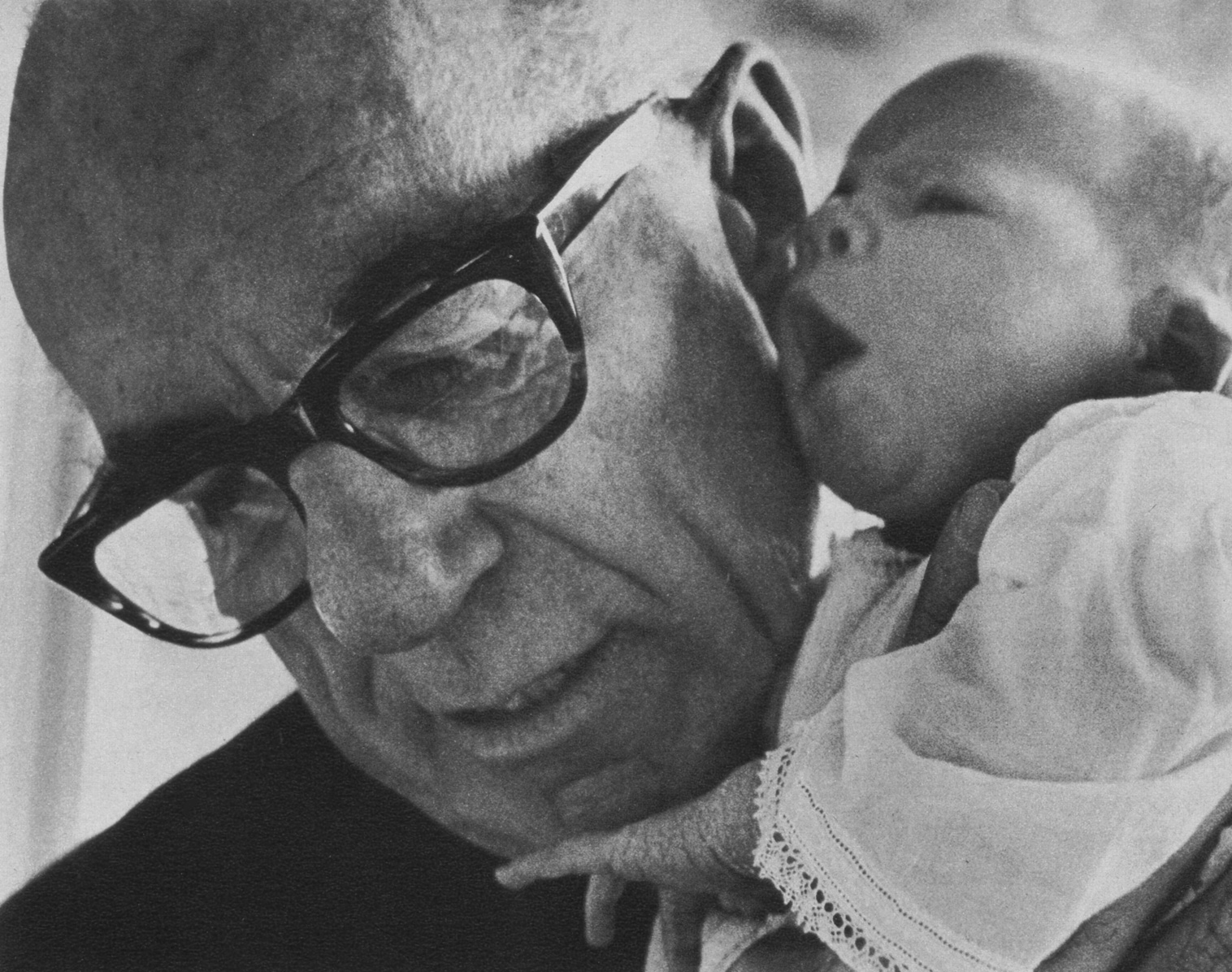
Benjamin Spock

Dr. Benjamin McLane Spock (2. května 1903 New Haven, Connecticut – 15. března 1998) byl americký pediatr jehož kniha Baby and Child Care, publikovaná 1946 (v českém překladu Vy a vaše dítě, publ. 1992), je jedním z největších bestsellerů všech dob. Její revoluční poselství matkám bylo, že „víte víc, než si myslíte.“ Spock byl prvním pediatrem, který studoval psychoanalýzu, aby porozuměl dětským potřebám a dynamice rodiny. Jeho názory na péči o dítě ovlivnily několik generací rodičů, aby byli flexibilnější a laskavější ke svým dětem a jednali s nimi jako s individualitami, zatímco se dosavadní konvenční výchova dětí soustředila na vzdělání a disciplínu, například že by neměly být děti „rozmazlovány“, když brečí.

## Životopis
Spockovi rodiče očekávali, že jim pomůže s péčí o svých pět mladších sourozenců. Spockův otec byl právníkem u železniční společnosti. Jeho rodina byla považovaná za „Bostonské bráhmany.“ Spock dosáhl vysokoškolského vzdělání na Yale University, kde se stal členem bratrstev Scroll a Key a Zeta Psi, také vesloval. Jako člen americké osmiveslice vyhrál zlatou medaili na letní Olympiádě v Paříži roku 1924.
Dr. Spock navštěvoval lékařskou školu na Columbia University, College of Physicians and Surgeons v New Yorku, kde byl roku 1929 jako první ze svého ročníku promován. Rezidenturu v pediatrii vykonal na Weill Medical College na Cornell University v Manhattanu a potom v psychiatrii v Cornellově Payne Whitney Psychiatric Clinic.
Oženil se se svojí první manželkou Jane Cheney, jíž vychovával děti. Jane mu také pomáhala s jeho knihami. Později ale tvrdila, že se nedočkala dostatečného uznání.
Za druhé světové války sloužil jako psychiatr v U. S. Navy Reserve Medical Cops, kde dosáhl hodnosti komandérporučíka. Po službě u armády dostal profesorské místo na lékařské fakultě University of Minnesota, na University of Pittsburgh u a v Case Western Reserve University.
Spockova kniha o dětech se stala stálým bestselerem. Podle Guinnessovy knihy světových rekordů překonal její prodej všechny významné kategorie s výjimkou Bible. Bylo prodáno přes 50 milionů výtisků. Honoráře udělaly z autora bohatého muže.